# Ambohiborona
Ambohiborona est une commune rurale malgache, située dans la partie nord de la région de Vakinankaratra.

## Géographie
Cette commune est influencée par le massif d'ankaratra. Elle connait 3 saisons bien distinctes : un été pluvieux et chaud de novembre à mars, une saison fraiche et sèche de mai à septembre et une saison fraîche et relativement froide d'avril à octobre.